# Liu Bocheng
Liu Bocheng en chino tradicional, 劉伯承; en chino simplificado, 刘伯承; pinyin, Liú Bóchéng; Wade-Giles, Liu Po-ch'eng; (Sichuan, 4 de diciembre de 1892 - 7 de octubre de 1986) fue un comunista chino comandante militar y Mariscal del Ejército Popular de Liberación.
Liu es conocido como la "mitad" de los estrategas "tres y media" de China en la historia moderna. (Los otros tres son Lin Biao, comandante del PCCh y Kuomintang comandante Bai Chongxi y comandante del PCCh Su Yu.) Oficialmente, Liu fue reconocido como un revolucionario, estratega y teórico militar, y uno de los fundadores del Ejército Popular de Liberación. Los apodos de Liu, "Chino Mars" y "El Dragón Tuerto", también reflejan su carácter y logro militar.

## Primeros años
Liu nació en una familia campesina en Kaixian, Sichuan (el sitio está actualmente sumergido por la presa de las Tres Gargantas). A pesar de que creció en la pobreza, Liu hizo un esfuerzo decidido en sus estudios y obtuvo buenas calificaciones en la escuela. Influenciado por las teorías revolucionarias de Sun Yat-sen, más tarde decidió dedicarse a la causa de establecer una China democrática y moderna.
En 1911, Liu se unió al Boy Scouts en apoyo de la Revolución Xinhai. En el año siguiente, se inscribió en la Chongqing Academia Militar y más tarde se unió al ejército contra Yuan Shikai, que planeaba socavar la Revolución Xinhai y proclamarse Emperador. En 1914, Liu se unió al partido de Sun Yat-sen y obtuvo una amplia experiencia militar.
Durante una batalla durante este período, capturó 10,000 soldados enemigos, por lo que fue ascendido a comandante de brigada. En 1916, perdió su ojo derecho en una batalla por el condado de Fengdu, Sichuan. Después de perder el ojo, ganó el apodo de "El Dragón Tuerto". Los relatos alternativos de cómo Liu perdió su ojo han incluido la especulación de que lo perdió antes, en el 1911 durante lA Revolución de Xinhai, o más tarde, durante el Larga marcha.
En 1923, durante una guerra contra el señor de la guerra Wu Peifu, en respuesta a la Expedición del Norte del Kuomintang, Liu fue nombrado comandante de la Ruta del Este, y más tarde fue ascendido a comandante general en Sichuan. Liu tabuló su talento militar en batallas contra varios caudillos.
Mientras luchaba contra el ejército de Long Yun, un señor de la guerra Yunnan, Liu derrotó a una fuerza comandada por Zhu De, que más tarde se convertiría en uno de sus camaradas más cercanos en el Ejército Rojo. En el mismo año, Liu se familiarizó con Yang Angong (杨 暗 the, el hermano mayor de Yang Shangkun) y Wu Wuzhang (吴玉章), quienes estuvieron entre los primeros comunistas de Sichuan. Su relación marcó la primera exposición real de Liu a la teoría y la práctica del comunismo. En mayo de 1926, Liu se unió al PCCh y fue nombrado comisionado militar de Chongqing. En diciembre de 1926, junto con Zhu De y Yang, Liu organizó el levantamiento de Luzhou y Nanchong, luchó contra los señores de la guerra locales, mientras apoyaba la Expedición del Norte.
En 1927, Liu fue nombrado comandante del cuerpo de ejército del 15.º Ejército Organizado Revolucionario. Fue durante este tiempo que Liu presenció la división entre el Kuomintang y el PCCh. Después de unirse al CPC, Liu dirigió el Alzamiento de Nanchang junto con Zhu De, He Long, Ye Ting, Li Lisan y Zhou Enlai, declarando la guerra de manera efectiva en el KMT.
Durante este levantamiento, Liu fue nombrado primer jefe de personal del recién nacido Ejército Rojo Chino. Sin embargo, después de una serie de derrotas, las fuerzas de Liu fueron destruidas y sus seguidores pasaron a la clandestinidad. En 1927 Liu fue seleccionado para viajar a Moscú, donde dominó el ruso y asistió a las prestigiosas Academias Militares y Escuelas de la administración central y las Fuerzas Terrestres # M.V. Academia Militar Frunze Academia Militar Frunze. Cuando estudiaba en la Unión Soviética, aprendió tácticas militares convencionales al estilo occidental.Mientras en Rusia tradujo un libro de texto ruso al chino, "Tácticas de armas combinadas", produjo un comentario de [El arte de la guerra] de [Sun Tzu] ', ambos promovían las tácticas convencionales. Más tarde, Liu dio una conferencia sobre el tema en el VI Congreso Nacional del Partido Chino, que se celebró en Moscú.

## Comandante del Ejército CPC
En el verano de 1930, Liu fue enviado de regreso a China y fue nombrado comisionado del Comité Militar Central del PCCh, así como secretario militar de la división [del río Yangtze] del PCCh. En diciembre de 1930, Liu fue a Shanghái para ayudar a Zhou Enlai en la administración diaria de los asuntos militares del PCCh.
En 1931, el PCCh sufrió grandes pérdidas en varias ciudades importantes y se vio obligado a retirarse al campo. Liu fue enviado al territorio soviético central, la base de poder soviética del PCCh Jiangxi-Fujian en Jiangxi. En enero de 1932, Liu fue nombrado presidente y comisario de la Academia Militar del Ejército Rojo. En octubre fue ascendido a jefe de Estado Mayor del Ejército Rojo, asistiendo a Zhu De y Zhou en la guerra contra la [4] Supresión de Chiang Kai-shek en el territorio soviético central.
En ese momento, el PCCh estaba bajo el reinado de miembros de los 28 bolcheviques,incluyendo a Bo Gu, Zhang Wentian, y Otto Braun (también conocido por su nombre chino, Li De), el consejero militar de Comintern, Tomó el control del comando militar. Los tres fueron educados en Moscú, y Liu encontró un terreno común con estos jóvenes. Durante su tiempo en el Soviet Jiangxi-Fujian (y durante la Gran Marcha), Liu tuvo conflictos con los otros líderes, incluyendo a Mao Zedong y Peng Dehuai.
El conflicto de Liu con Mao puede deberse en parte al apoyo de Liu a las tácticas convencionales, que contradecían la defensa de Mao de la guerra de guerrillas. Según un relato posterior de Zhang Guotao, Liu describió a Mao como un "pedante", y le molestaba la tendencia de Mao a microadministrar a sus oficiales militares, en lugar de delegar autoridad al estado mayor del Ejército Rojo. Peng dirigió una vez a su advirtió durante un asedio de Guangchang bajo las órdenes de Bo y Li De, lo que resultó en que a veces graves bajas. Peng culpó de esto al armamento y recursos inferiores de su ejército. Peng era conocido por su franqueza y mal genio. Después de la batalla, Peng se enfureció y lo llevó a un conflicto directo con Liu.
Liu creció para oponerse al liderazgo de Bo y Braun más tarde, después de que el Ejército Rojo comenzó a sufrir repetidas derrotas. En el intento del Ejército Rojo en contra de la Quinta Campaña de Campamentos contra la Quinta Campaña de Campamentos del KMT, Liu fue degradado a jefe de Estado Mayor del 5 ° Ejército de Campaña después de su disidencia con Bo y Braun. Bo y Braun dirigieron a través de la doctrina y el extremismo, y el Ejército Rojo libró una guerra general cara a cara contra el ejército KMT mejor equipado y más grande. El fracaso fue probable, el PCCh tuvo que retirarse de su territorio para buscar refugio, marcando el comienzo de la Gran Marcha.
Durante la Larga Marcha, cerca de fines de 1934, Liu fue nombrado Jefe del Estado Mayor del Ejército Rojo y comandante de la Columna Central, que consistía en la mayoría de los principales líderes del PCCh, como Bo, Braun, Zhou y Mao. Liu condujo al ejército a través del río Wu y tomó el control de Zunyi, una provincia del condado de Guizhou. Fue en esta pequeña ciudad donde se celebró la famosa [Conferencia Zunyi] en enero de 1935. Durante esta conferencia, Liu y la mayoría de los asistentes mostraron su apoyo a Mao.
Como resultado de esta conferencia, Bo, que entonces era el comando de Braun en el ejército, fue reemplazado por un nuevo equipo de tres hombres integrado por Mao, Zhou y Wang Jiaxiang. Después, Liu ayudó a Mao y Zhu a cruzar el río Red Water cuatro veces, mientras que Liu lideró las tropas para tomar el ferry de Jiaopin, asegurando la ruta a través del río Jinsha para las tropas principales. En mayo, Liu fue nombrado comandante del ejército de vanguardia y trabajó con el comisario Nie Rongzhen para asegurar la ruta para las tropas restantes. Cuando su ejército entró en las áreas de asentamiento étnico, Liu se comprometió con la hermandad con un cacique de la etnia local Yi, lo que redujo significativamente la hostilidad de las minorías hacia el PCCh. Liu dirigió a la 1. ° División del Ejército Rojo por el río Dadu (Sichuan) | Dadu River], donde  Chiang pintó para aniquilar a los ejércitos del PCCh, de la misma manera que Shi Dakai y el camino de su ejército hacia la perdición casi un siglo antes.
Cuando el 1.er Ejército Rojo de Mao se unió más tarde al 4.º Ejército Rojo de Zhang Guotao, Liu se mantuvo como jefe de Estado Mayor. Durante una disputa entre Mao y Zhang sobre asuntos importantes, Liu mantuvo su apoyo a Mao. Para cuando llegaron a Yan'an, era obvio que Mao era el ganador.

## Guerra con Japón

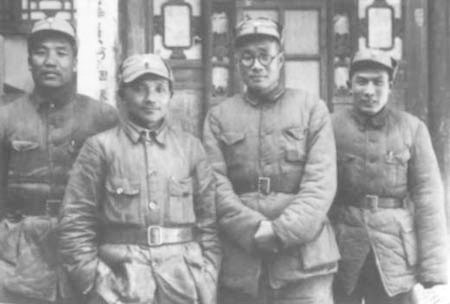
(L-R): Li Da, Deng Xiaoping, Liu Bocheng y Cai Shufan En uniforme NRA

En 1936, después del Incidente de Xian, Chiang acordó establecer una alianza con el PCCh en la lucha contra los invasores japoneses. El 7 de julio de 1937, después del incidente del Marco Polo Bridge, estalló la guerra general entre China y Japón. Según el acuerdo con Chiang, los ejércitos del PCCh se reorganizaron en el Ejército de la 8.ª Ruta, y Liu fue nombrado comandante de la 129.ª División, una de sus tres divisiones. Fue entonces cuando comenzó su larga cooperación con Deng Xiaoping, su comisario en ese momento.
Según el registro ortodoxo del PCCh, su cooperación y amistad duró más de cinco décadas. Los diversos talentos militares y políticos se complementaban perfectamente con los demás, y había un alto nivel de confianza entre ellos. Se dice que formaron un par perfecto.
Primero, Mao realmente desconfiaba de la mayoría de sus generales, y envió a sus asociados como comisarios para supervisar a estos generales. Deng, que era socio cercano de Mao desde 1930 cuando trabajaba en Jiangxi, fue enviado a Liu, y Luo Ronghuan a Lin Biao. En segundo lugar, en contraste con el papel de Liu como soldado profesional, Deng era un activista político y sabía poco sobre el ejército. Sus personalidades y vidas personales eran muy diferentes, lo que podría haber obstaculizado que se convirtieran en verdaderos amigos.
Liu, Deng y el comandante adjunto Xu Xiangqian condujeron a sus tropas a Shanxi, y llevaron a cabo la lucha de bush alrededor de la montaña de Taihang. Después de rondas de batallas exitosas contra el ejército japonés, establecieron el Área Base Jinjiyu que consistía en partes de Shanxi, Hebei y Henan. En 1940, Liu lideró su división en la Campaña de los Cien Regimientos, una gran campaña liderada por Peng para romper el bloqueo en las áreas de base del PCC impuestas por las fuerzas japonesas bajo el mando del general Yasuji Okamura | Okamura Yasuji]. Al mismo tiempo, Liu integró las fuerzas regulares con la milicia, usando ataques frontales y luchas de arbustos para frustrar los esfuerzos de supresión y limpieza del ejército japonés. Los japoneses estaban tan irritados que enviaron agentes a asesinar a Liu. Aunque su misión fue un fracaso, lograron asesinar a la primera hija de Liu cuando la tenían en el jardín de infantes. Los japoneses pensaron que esta venganza podría distraer a Liu, pero subestimaron la fuerza de voluntad de Liu. Su creciente aversión por los japoneses le ofreció más coraje bajo fuego y más inspiración al mando.
En 1943, Liu fue llamado nuevamente a Yan'an para Zheng Feng. Él prometió su lealtad a Mao y apoyó la lucha de poder de Mao con Wang Wang. Por el contrario, Peng estaba de pie junto a Wang y, como resultado, perdió el favor de Mao. Esto fue una indicación de la prudencia de Liu en la política también. (A pesar de esto, Liu todavía era etiquetado como un dogmático para continuar sus estudios en Rusia, y tuvo que hacer una disculpa pública en contra de su voluntad en 1959.) En 1945, Liu asistió al 7.º Congreso Nacional del PCCh en Yan'an, y preparó el contraataque contra los japoneses y la próxima guerra civil con los ejércitos del KMT.

## Guerra civil china
Al final de la guerra contra los japoneses, los chinos azotados por la guerra suplicaron la paz. Chiang luego invitó a Mao a Chongqing para las conversaciones de paz, durante las cuales, Yan Xishan envió a sus ejércitos a atacar los territorios del PCCh en Shanxi, bajo la autorización de Chiang. Liu y Deng dirigieron la Campaña de Shangdang y derrotaron 13 divisiones de las tropas de Yan sumaron más de 35,000, y luego se dirigieron al este y aniquilaron a otro del cuerpo de ejército de Yan en la Campaña Handan. Estas dos campañas fueron las primeras experiencias del desplazamiento del ejército del PCCh de la lucha bushfight a la campaña en movimiento, y demostraron ser una práctica valiosa para la campaña de los grupos del ejército de los ejércitos del PCCh. Ayudaron en la rápida ocupación de Manchuria (CPC), y obtuvieron un estatus ventajoso para Mao y su delegación de paz en Chongqing. Bajo una inmensa presión, Chiang fue obligado a firmar un acuerdo de paz con Mao en octubre de 1945.
La paz, sin embargo, fue frágil y la guerra civil estalló en 1946. Liu y Deng lideraron varias campañas en movimiento, socavando el ataque estratégico de los ejércitos del KMT. En 1947, cuando los territorios controlados por el PCCh ya no podían mantener tantas tropas, Mao decidió enviar parte de su ejército a los territorios controlados por el KMT, para aliviar la pesada carga en sus propios territorios y colocar a los enemigos en las puertas del KMT. Ordenó a Liu y Deng liderar a sus ejércitos desde su base en el norte de China en Henan, Shanxi y Hebei, hasta Anhui en el sur de China. Esto implementa el envío de 100,000 soldados a través del Yellow River, y marchando más de 1000 kilómetros hacia la llanura central. Tanto Liu como Deng lo consideraron una apuesta en lugar de un movimiento estratégico, e incluso el mismo Mao no estaba seguro de si tal apuesta daría resultado hablando abiertamente de los tres posibles resultados:
1. La fuerza comunista ni siquiera pudo alcanzar a Dabie Shan.
2. La fuerza comunista sería expulsada por la fuerza Kuomintang después de llegar a Dabie Shan.
3. La fuerza comunista podría establecer una nueva base en  Montaña Dabie.

Como muchos presentaron sus inquietudes, Mao no cambiaría de opinión. Durante la expedición, se enfrentaron a los ejércitos de élite del KMT. Liu lanzó la campaña Southwestern Shandong derrotando a más de nueve brigadas de tropas KMT. Bajo esta trama y cobertura, el ejército de Liu rápidamente se mudó al sur y se dirigió a las áreas  Montaña Dabie. Los ejércitos de Liu sufrieron grandes pérdidas, la mitad de las tropas fueron aniquiladas y todas sus artillerías pesadas se perdieron, lo que debilitaría sus habilidades militares en campañas posteriores. Los soldados de Liu y Deng sobrevivieron a nuevas rondas de ataque. Lejos de la base de poder, con pocos ejércitos de apoyo y suministros, Liu lideró a los soldados autosuficientes y rompió rondas de bloqueo pesado, al tiempo que aumentó su fuerza a los 100.000 originales. Mao y sus socios quedaron muy impresionados por los logros de Liu y fue solo entonces cuando comenzaron a sostener que la amenaza directa a Nankín y Wuhan era un gran logro: un cuchillo en el corazón del gobierno del KMT. El éxito de Liu obligó a los nacionalistas a redesplegar casi dos docenas de brigadas contra él, la interrupción del plan original de Chiang Kai-shek alivió la presión nacionalista sobre otras fuerzas [comunistas]. La apuesta de Mao valió la pena con las ingeniosas estrategias militares de Liu.
El éxito de Liu no terminó ahí, sino que expandió sus victorias iniciales sobre los nacionalistas llevando a cabo varias campañas con ejércitos liderados por Chen Yi (comunista) | Chen Yi]] y Su Yu, otro ejército liderado por Chen Geng (陈赓), para aniquilar a un gran número de tropas del KMT lideradas por dos generales prominentes, Chen Chen y Bai Chongxi. Después de diez meses de duro trabajo, Liu y Deng habían ampliado significativamente el área de la llanura central ocupada por el PCCh y forzaron a los ejércitos del KMT a la defensa estratégica, ya que Chiang ya no tenía suficientes tropas para atacar. En noviembre de 1948, Liu, Deng, Chen, Su y Tan Zhenlin, juntos formaron el Comité Militar para comandar la masiva Campaña Huai Hai, lo cual fue llevado a cabo por las tropas del PCCh en el este de China y la llanura central para luchar contra las fuerzas principales del KMT en Xuzhou y Anhui. En esta batalla decisiva, más de 500,000 soldados del KMT fueron aniquilados, entre los POW s estaba el general Du Yuming, el protegido más distinguido de Chiang.
En abril de 1949, después de que las pláticas de paz ilusorias entre el PCCh y el KMT se rompieron, Liu condujo a sus ejércitos a través del río Yangtzé y conquistó enormes áreas de Anhui, Zhejiang, Jiangxi y Fujian, tomando Nankí, la capital del KMT. Liu fue nombrado alcalde de Nankín por un corto tiempo. Con la ayuda de He Long, Liu y Deng lanzaron nuevas campañas para conquistar vastas áreas en el sudoeste de China, mediante el uso de estrategias de asedio y de puente de larga distancia. Entre las áreas conquistadas se encontraban su ciudad natal y la de Deng, Sichuan, Guizhou, Yunnan y Xikang.

## Después del establecimiento de la RPC
El 1 de octubre de 1949, Mao anunció el establecimiento de la República Popular de China. Durante la ceremonia, Liu se colocó al lado de Mao. Esto marcó el apogeo de su carrera como comandante militar. En enero de 1950, Liu fue nombrado presidente de la División Sudoeste del Gobierno Popular Central de la República Popular China, junto con Gao Gang, Rao Shushi, Peng y Lin Biao. Las recompensas de conquistar el sudoeste de China, pero, probaron ser solo temporales. Mao pronto envió a su general favorito He Long a trabajar junto a Liu, para supervisar y compartir el poder con Liu. Bajo su breve mandato como gobernador, Liu dirigió a sus soldados en la represión de los bandidos y restauró la ley y el orden, supervisó el desarrollo económico y, lo que es más importante, hizo planes para la invasión comunista de Tíbet.
Hacia el final de 1950, Liu fue transferido a Nankín como presidente y comisario de la Academia Militar del EPL, lo que sería considerado una degradación para Liu. No hubo razones claras o generalmente aceptadas en el expediente por su desaprobación. Una opinión popular sostiene que, durante el largo período de tiempo en que Liu trabajó con o bajo Mao, nunca se ganó realmente la confianza de Mao. El mismo Liu también lo sabía.De la historia china, aprendió que la mayoría de los generales que ayudaron a la paz en una nueva dinastía terminaron ganándose la vida asesinados por el sospechoso Emperador. Para evitar que eso le sucediera, trató de mantenerse lo más alejado posible de la política.Debido a su entrenamiento militar de principios de año en la Unión Soviética, usó eso como una excusa para dejar su trabajo en el gobierno y convertirse en el presidente y comisario de la Academia Militar del EPL. Mao aprobó su pedido. La otra historia dice que, mientras Liu todavía era presidente, alguien desconocido para el público presentó una biografía de Liu en apoyo de su promoción. En esta biografía describió a Liu como un descendiente de Liu Bang, fundador y primer emperador de la dinastía Han, e insinuó que Liu mismo podría establecer su propio imperio como lo hizo su antepasado. Sabe de las crueldades y conspiraciones en la historia china, Liu estaba preocupado en lugar de feliz, porque sabía que despertaría las sospechas de Mao sobre las intenciones de Liu. Aunque Liu hizo arrestar a este hombre, Mao aún se enteró del evento, y las preocupaciones de Liu finalmente se convirtieron en realidad. Esto solo sirvió para promover más la desconfianza de largo plazo de Mao por Liu.
A pesar de la degradación, Liu se dedicó a su nuevo trabajo, tratando de llevar a la Academia lo que aprendió durante sus años en la Unión Soviética. Organizó las traducciones de numerosos libros de texto militares de la Unión Soviética y otros países, introduciendo campañas importantes desde la antigüedad hasta la Segunda Guerra Mundial a los estudiantes, y sembrando las semillas de la evolución del EPL en un ejército moderno. Aunque Liu fue nombrado vicepresidente del Comité Militar Central del PCCh y de la República Popular China en 1954 como recompensa por sus contribuciones, estos títulos no prometieron un poder real como el de Peng. (Peng fue nombrado ministro de Defensa) por sus logros de batalla en la guerra de Corea.) En 1955, Liu alcanzó el rango de mariscal de campo, ubicándose como el cuarto de 10 mariscales de campo del PLA, junto a Zhu De, Peng y Lin Biao.
En 1956, después de que Nikita Khrushchev sacudió al mundo al hacer su famoso Discurso Secreto denunciando el culto a la personalidad que rodeaba a Iósif Stalin, Mao quería asegurarse de que un incidente similar dentro del CPC no ocurriera. Escribió un artículo, "Sobre diez relaciones", argumentando que el PCCh debería aprender de países extranjeros de forma selectiva, analítica y crítica. El centro de CPC emitió documentos para pedir a todos los miembros del PCCh que superen la tendencia al dogmatismo y el empirismo en el trabajo. Las investigaciones y purgas fueron llevadas a cabo por los militares, bajo la dirección de Peng. Algunos de sus subordinados y diputados, incluido el general Xiao Ke, fueron censurados y mantenidos bajo custodia. Como defensor de aprender de otros países, Liu se convirtió en un objetivo clave. Liu tuvo que hacer numerosas autocríticas por su asociación y apoyo a estos funcionarios. Bajo una fuerte presión, su salud empeoró (finalmente perdió toda vista en el ojo que le quedaba), y finalmente presentó su renuncia como presidente.
En 1959, Liu se fue de Nankín a Beijing y vivió en medio de la reclusión. Aunque desde entonces fue elegido como miembro del Politburo en el 8 ° al 11 ° Congreso Nacional del PCCh, Vicepresidente del 2.º al 5.º Comité Permanente del Congreso Nacional del Pueblo, y al mismo tiempo que ostentaba el título de Vicepresidente del Comité Militar, no participó demasiado en política, y mencionó los problemas de salud como una razón para hacerlo. Esto lo salvó de las siguientes rondas de purgas llevadas a cabo por Mao. Peng, sin embargo, no fue tan afortunado. Fue purgado en la Conferencia de Lushan en 1959 y luego torturado hasta la muerte durante la Revolución Cultural.
En el momento de la Revolución Cultural, Liu se había vuelto completamente ciego. Sin embargo, sobrevivió a las purgas y fue testigo de cómo su viejo amigo Deng regresó al poder nuevamente. Apoyó a Deng en la lucha por el poder contra la viuda de Mao, Jiang Qing y su Banda de los Cuatro, y también abogó por la política de Deng de reformar y abrir China al mundo exterior, una política que Liu mismo había practicado en la Academia hace tiempo.
En 1982, Liu se retiró debido al empeoramiento de los problemas de salud. Esto le dio un impulso a Deng en su llamado a la jubilación de los líderes que envejecen para abrir el camino a los líderes más jóvenes del PCCh. El 7 de octubre de 1986, Liu murió en Beijing, a la edad de 94 años. En el lamento que recibió, Liu fue rehabilitado y absuelto de todos los cargos contra él durante los movimientos contra el dogmatismo.

## Legado
A diferencia de otros generales del PCCh, como Lin Biao y Peng Dehuai, Liu nunca ganó la confianza y el apoyo de Mao. Supervisó el desarrollo de la experiencia de los ejércitos del PCCh en la batalla regular, ataque frontal, campañas de grupos armados y asedios. Liu también fue el primero en introducir las estrategias militares modernas y las tácticas de países extranjeros al ejército del PCCh, e incorporó la ciencia y el arte en la formación militar. Todos estos esfuerzos cambiaron la percepción pública del ejército CPC de ser una fuerza guerrillera compuesta por campesinos y proletarios con poco entrenamiento regular para convertirse en una fuerza militar moderna sofisticada y altamente capacitada.